# Джордж Нерс
Сър Джордж Стронг Нерс (на английски: George Strong Nares) е английски адмирал, хидрограф и изследовател.

## Произход и военна кариера (1831 – 1866)
Роден е на 24 април 1831 година в Лансълселд близо до Абъргавени, Уелс, трети син и шесто дете в семейството на военноморския офицер Уилям Хенри Нерс и Елизабет Ребека Гулд. През 1845 г. завършва Кралското военноморско училище като гардемарин и е назначен на линейния кораб „Канопус“, командирован към Австралийската морска станция.
През 1851 г. се завръща в Англия и през 1852 полага успешен изпит за лейтенант в Кралския военноморски колеж. Същата година е назначен за втори помощник-капитан на кораба „Резолюшън“ и взема участие в арктическата експедиция (1852 – 1854) на Едуард Белчер. След завръщането си в Англия, Нерс заедно с другите офицери от експедицията на Белчър, са подведени под отговорност за изоставянето на корабите, но скоро е оправдан и награден с парична премия.
В периода 1855 – 1856 г. се намира в Черно море и взема участие в заключителния етап на Кримската война. След това служи като офицер-възпитател на учебни кораби на английския военноморски флот.

## Изследователска дейност (1866 – 1878)
През 1866 – 1868 г. провежда обширни хидрографски изследвания по източното крайбрежие на Австралия, а през 1869 г., вече с чин капитан – дънни измервания в Суецкия залив.
От 1872 до 1874 г. командва околосветска океанографска експедиция на кораба „Чалънджър“ в Атлантическия, Индийския и Тихия океан, която под научното ръководство на Чарлз Уайвъл Томсън извършва хидрографски измервания, подробни метеорологични, геомагнитни, геоложки и биоложки изследвания. За своето време това е една пълноценна научна океанографска експедиция.
През 1875 – 1876 г. Джордж Нерс оглавява експедиция до Арктика, чийто състав включва корабите „Алерт“ (550 т) и „Дискавъри“ (700 т), всеки с по 60 души екипаж. По време на експедицията Нерс става първият мореплавател, който успява да преведе кораби по протока между Гренландия и остров Елсмиър, впоследствие кръстен на негово име – проток Нерс. Нерс зазимява „Дискавъри“ на входа на протока, а с „Алерт“ продължава на север и на 26 август 1875 г. в море Линкълн достига до 82º 24` с.ш. (рекорд за свободно плаване по това време, подобрен едва през 1896). До североизточния бряг на Елсмиър на 1 септември Нерс зазимява и „Алерт“. От там различни отряди водени от Албърт Маркам, Пелам Олдрич и Л. А. Боумонт откриват и изследват над 530 км от северните крайбрежия на Елсмиър и Гренландия. Направени са ценни измервания на ледовете, извършени са геомагнитни и метеорологически изследвания и най-важното – доказват, че Гренландия е огромен остров. През лятото на 1876 г. корабите се освобождават от ледовете и през септември се завръщат в Англия. Същата година е избран за член на Кралското дружество, а през 1877 получава медал от Кралското географско дружество.
Резултатите от експедицията са публикувани в два тома през 1878 в Лондон под заглавието: „Narrative of a voyage to the Polar sea during 1875 – 1876“, (2 vols, London, 1878).
През 1878 г. картира части от южното крайбрежие на Чили и Патагония и провежда хидрографски изследвания в Магелановия проток.

## Следващи години (1879 – 1915)
На 24 април 1886 се оттегля от Кралския флот и се пенсионира. Въпреки че е пенсиониран, през 1887 г. е повишен в чин адмирал.
Умира на 15 януари 1915 година в дома си в Кингстън на Темза, Съри, на 83-годишна възраст.

## Памет
Неговото име носят:
- връх Нерс (81°27′ ю. ш. 158°10′ и. д. / 81.45° ю. ш. 158.166667° и. д., 3000 м) в Антарктида, Земя Виктория;
- връх Нерс (60°11′ с. ш. 134°35′ з. д. / 60.183333° с. ш. 134.583333° з. д., 1778 м) в Канада, територия Юкон;
- езеро Нерс (60°10′ с. ш. 134°40′ з. д. / 60.166667° с. ш. 134.666667° з. д., 1778 м) в Канада, територия Юкон;
- нос Нерс (75°37′ с. ш. 119°25′ з. д. / 75.616667° с. ш. 119.416667° з. д.) на югозападния бряг на остров Еглинтън, Канадски арктичен архипелаг;
- нос Нерс (83°06′ с. ш. 71°35′ з. д. / 83.1° с. ш. 71.583333° з. д.) на северния бряг на остров Елсмиър, Канадски арктичен архипелаг;
- полуостров Земя Нерс (82°25′ с. ш. 46°06′ з. д. / 82.416667° с. ш. 46.1° з. д.) на северния бряг на Гренландия;
- проток Нерс, между Гренландия на югоизток и остров Елсмиър на северозапад;
- проток Нерс (82°27′ с. ш. 48°49′ з. д. / 82.45° с. ш. 48.816667° з. д.) в море Линкълн, между Гренландия (п-ов Земя Вулф) и остров Стефансон.

На името на лейтенант Л. А. Боумонт е кръстен остров Боумонт (82°44′ с. ш. 49°45′ з. д. / 82.733333° с. ш. 49.75° з. д.) в море Линкълн, северно от Гренландия.